# Хусейн Суфі
Хусейн Суфі (*д/н — 1372) — володар Хорезму в 1361—1372 роках.

## Життєпис
Походив з племені кунграт. З початком кризи в Золотій Орді його родич Ак-Суфі у 1359 році захопив частину лівобережного Хорезму. У 1361 році за невідомих обставин Хусейн Суфі став намісником Золотої Орди на Лівобережжі з титулом емір (амір). Тоді ж оженився на сестрі хана Джанібека, також видавши за нього доньку — Кабак-хатун. Скориставшись боротьбою за владу в Золотій Орді під час Великої зам'ятні, емір Хусейн Суфі оголосив про відокремлення Хорезма від Золотої Орди. Таким чином він був засновником нової правлячої династії Суфі.
У 1363 році Хусейн Суфі захопив південно-західну частину Хорезма з містами Кят і Хіва, що до цього входили до складу Чагатайського улусу, де на той час точилася боротьба між Ільяс-ходжою з одного боку, та трансоксіанськими беками на чолі із Тимуром і Хусейном, з іншого. Тим самим Хусейн Суфі об'єднав Лівобережний Хорезм з Правобережним. У 1364 році на знак самостійного панування став карбувати власні монети.
У 1370 році після затвердження Тимура у владі над Західним Чагатайським улусом, Хусейн Суфі отримав від нього вимогу повернути Правобережний Хорезм. Але Суфі вирішив збройне захищати захоплені землі. У 1372 році вороже військо вдерлася до Хорезму, де захопила Кят, а потім Хіву. Під впливом почту Хусейн Суфі вирішив продовжити боротьбу, але зазнав поразки в битві й вимушений був тікати до своєї столиці — Гургандж, де витримав облогу. за умовами договору з Тимуром Суфі втратив Правобережний Хорезм. Невдовзі після цього він помер, а владу успадкував його брат Юсуф Суфі.